# Natalia Hernández Sules
Natalia Hernández Sules (Cali, Valle del Cauca, 19 de enero de 2005) es una futbolista colombiana que juega como mediocampista desde su fichaje en el año 2023 en el Deportivo Cali Femenino. También representa a la Selección Femenina de Colombia en las categorías Sub-17 y Sub-20.

## Trayectoria

### Inicios
Comenzó su carrera profesional en el equipo Selección Valle, donde obtuvo el bicampeonato en 2019.

### Deportivo Cali
En 2023 fichó por el Deportivo Cali Femenino, donde debutó el 18 de marzo de 2023 en el empate 1-1 de las Azucareras frente al Deportivo Pereira. Anotó su primer gol el 20 de junio de 2024 en el Clásico Vallecaucano frente al América de Cali. Logró alcanzar el título de la Liga Profesional Femenina 2024 con el conjunto Azucarero frente al Independiente Santa Fe.

## Selección nacional

### Sub-17
En 2022 formó parte de la Selección Femenina Sub-17 de Colombia, que logró el subcampeonato del Mundial Femenino Sub-17 de 2022 en India, jugando 4 de los 6 partidos que la Selección jugó en ese torneo.

### Sub-20
Debutó el 25 de febrero de 2024 en un partido amistoso frente a la Selección femenina Sub-20 de Estados Unidos. Con la Selección Sub-20 jugó cinco partidos y anotó un gol el 29 de mayo de 2024 frente a la Selección de Japón, en la segunda fecha de la Sud Ladies Cup Sub-20 2024, donde perdieron 1-2.
Gracias a sus buenas actuaciones con el Deportivo Cali Femenino, fue seleccionada por el director técnico Carlos Paniagua para integrar la plantilla de la Selección Sub-20 de Colombia disputando el Mundial Femenino Sub-20 de 2024 en condición de anfitrionas.

## Participaciones internacionales

### Participaciones en Campeonatos Sudamericanos
| Competición                                     | Sede    | Resultado    |
| ----------------------------------------------- | ------- | ------------ |
| Campeonato Sudamericano Femenino Sub-20 de 2024 | Ecuador | Tercer lugar |

### Participaciones en Copas del mundo
| Competición                                    | Sede     | Resultado        |
| ---------------------------------------------- | -------- | ---------------- |
| Copa Mundial Femenina de Fútbol Sub-17 de 2022 | India    | Subcampeón       |
| Copa Mundial Femenina de Fútbol Sub-20 de 2024 | Colombia | Cuartos de final |

## Palmarés

### Campeonatos nacionales
| Título                         | Club           | País     | Año  |
| ------------------------------ | -------------- | -------- | ---- |
| Liga Profesional Femenina 2024 | Deportivo Cali | Colombia | 2024 |